# Acanthodraco dewitti
Acanthodraco dewitti – gatunek morskiej ryby z rodziny Bathydraconidae. Jedyny przedstawiciel rodzaju Acanthodraco.

## Występowanie
Zimne wody Oceanu Południowego (Szetlandy Południowe, Morze Rossa)